# Ehrenliga Saarland
Ehrenliga Saarland byla nejvyšší fotbalová soutěž pořádaná na území Sárska. Pořádala se v letech 1947–1951.

## Nejlepší kluby v historii - podle počtu titulů
| Vítězové nejvyšší ligové soutěže |        |                 |
| Klub                             | Tituly | Vítězné ročníky |
| VfB Neunkirchen                  | 1      | 1949            |
| Sportfreunde 05 Saarbrücken      | 1      | 1950            |
| 1. FC Saarbrücken II             | 1      | 1951            |

## Vítězové jednotlivých ročníků
| Ehrenliga Saarland (1948–1951) |                                 |                        |                      |
| Ročník                         | Mistr                           | 2. místo               | 3. místo             |
| 1948–1949                      | VfB Neunkirchen (1)             | SV Saar 05 Saarbrücken | SV Homburg           |
| 1949–1950                      | Sportfreunde 05 Saarbrücken (1) | VfB Neunkirchen        | 1. FC Saarbrücken II |
| 1950–1951                      | 1. FC Saarbrücken II (1)        | Preußen Merchweiler    | SV St. Ingbert       |